# مکانیزم‌های کاهش استحکام

## مکانیزم‌های کاهش استحکام(کار نرمی)

### مقدمه
همان‌طور که برخی اوقات افزایش استحکام هدف است، گاهی اوقات نیز برای امکان‌پذیر شدن یا آسان شدن عملیات اجرایی فرایندی مانند نورد نیاز است تا استحکام را کاهش دهیم که در نتیجه آزاد کردن قفل و نابه جایی‌ها یا اجازه دادن به حرکت نابه جایی‌ها خواهد بود و آن را مکانیزم کاهش استحکام گویند و شامل سه میکرومکانیزم زیر است:
1. بازیابی (Recovery)
2. تبلور مجدد (Recrystallization)
3. جوانه زنی و رشد (Grain growth)

#### بازیابی
در این میکرومکانیزم با خنثی‌سازی و چندوجهی شدن که باعث کاهش انرژی و بالا رفتن استحکام و پایداری می‌شود.
فرایند تغییر شکل داغ:
که در این روش برای مواد مختلف در دماهای متغیر صورت می‌گیرد ولی در حالت کلی در ۰٫۴ دمای ذوب صورت می‌گیرد.

#### تبلور مجدد
ترکیب خالص یک نمونه همگن فقط متشکل از مولکول همان ساختار است. با این حال، تصور می‌شود مواد خالص بر اساس معیارهای خاصی ممکن است در واقع حاوی مقادیر کمی از آلاینده باشند. در واقع، معتقد بودند حضور ناخالصی در ترکیبات خالص است که گاهی اوقات به تجربه ساختاری و نتیجه‌گیری‌های نادرست علمی منجر شده‌است. امکان ساخت چنین خطاهایی از نگرانی خاص قبل از ظهور کروماتوگرافی قدرتمند و تکنیک‌های طیفی که از سال 1950s توسعه یافته‌اند بود. در حال حاضر برای شیمیدان پاک کردن مواد جامد و مایع و برای نشان دادن خلوص خود نسبتاً آسان است.

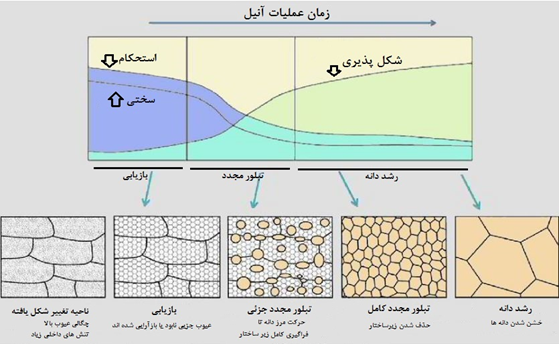
شماتیک مراحل مراحل تبلور مجدد و تأثیر آن بر اندازه دانه

ترکیب تشکیل شده در یک واکنش شیمیایی یا استخراج شده از منابع طبیعی به ندرت خالص است که در ابتدا جدا شده باشد. برای مثال، یک تحول شیمیایی در نظر گرفته شده برای تولید یک محصول واحد تقریباً همواره بازده مخلوط واکنش شامل تعدادی از آلاینده که این ممکن است شامل محصولات واکنش‌های جانبی از اقدام هم‌زمان با واکنش اصلی، مواد شروع بدون تغییر، مواد معدنی، و حلال است. متأسفانه، حتی مواد شیمیایی خریداری شده تجاری همیشه خالص نیست، با توجه به هزینه فرایند تصفیه مورد نیاز یا تجزیه که ممکن است در طول ذخیره‌سازی رخ دهد.
تبلور مجدد مواد جامد یک تکنیک ارزشمند کارشناسی است به دلیل آن که اغلب یکی از روش‌هایی است که برای تصفیه مواد جامد استفاده می‌شود. راه‌های دیگر برای تصفیه مواد جامد شامل تصعید، استخراج و کروماتوگرافی می‌باشد. با این وجود، حتی زمانی که یکی از این روش‌ها به عنوان جایگزین تصفیه استفاده شود، ممکن است مواد جامد جدا شده هنوز هم تبلور مجدد آن‌ها برای دستیابی به بالاترین حالت ممکن از خلوص باشد.
این فرایند تبلور مجدد شامل انحلال جامد در حلال مناسب در دمای بالا و پس از آن دوباره تشکیل بلورهای بر خنک‌کننده، به‌طوری‌که هر ناخالصی در محلول باقی می‌ماند. این روش، به نام راه حل دوباره تبلور، در اینجا مورد بحث است. یک روش جایگزین شامل ذوب جامد در غیاب حلال و سپس اجازه می‌دهد کریستاله و دوباره طوری‌که ناخالصی‌ها در مذاب است، در آید. این روش به ندرت در آزمایشگاه شیمی آلی استفاده می‌شود زیرا کریستال اغلب از روغن چسبناک که شامل ناخالصی تشکیل می‌دهند و برای جدا کردن جامد خالص از آن دشوار است. جالب است توجه داشته باشید، این روش برای آماده‌سازی با خلوص بالا تک بلورهای سیلیکون مورد استفاده در تراشه‌های کامپیوتری مورد استفاده است.
تقریباً به‌طور کلی مواد جامد در یک محلول گرم بیش از حلال سرد هستند و با استفاده از این واقعیت است که تبلور محلول طول می‌کشد؛ بنابراین، اگر یک جامد برای اولین بار در یک مقدار حلال داغ به مقدار کافی محلول زمانی که کریستال باید در زمانی که راه حل گرم مجاز است برای خنک شدن تشکیل می‌دهد بماند. میزان رشد جامد بستگی به تفاوت در قابلیت انحلال آن در حلال خاص در دمای بالا استفاده می‌شود. دمای بالا با نقطه جوش حلال تعیین می‌کند، در حالی که حد پایین‌تر است که معمولاً توسط راحتی تجربی تعیین می‌شود. برای مثال، یک حمام آب یخ است که اغلب مورد استفاده برای خنک راه حلی برای ۰ درجه سانتی گراد، در حالی که یخ نمک و حمام یخ خشک-استون معمولاً برای خنک کردن راه حل به ترتیب برای -۲۰ درجه سانتی گراد و -۷۸ درجه سانتی گراد مورد استفاده می‌باشد. جامد باید با بهره‌وری و بهبود بیشتر در این درجه حرارت، حلال یخ خود ارائه نشده است.
اگر ناخالصی حال در مخلوط جامد اصلی حل و حل باقی می‌ماند پس از راه حل سرد می‌شود، جداسازی کریستال است که تشکیل داده‌اند ایده‌آل باید ارائه مواد خالص است. روش دیگر، ناخالصی ممکن است در تمام در محلول گرم حل نیست و ممکن است توسط فیلتراسیون حذف قبل از راه حل سرد می‌شود. کریستال است که پس از آن شکل باید خالص تر از مخلوط جامد اصلی باشد. تبلور مجدد راه حلی است که به ندرت در عمل کاملاً ساده می‌باشد، اما این دو تعمیم ایده‌آل انجام رئوس اصول اساسی تکنیک است.
حتی پس از یک جامد است تبلور مجدد شده است، آن هنوز نمی ممکن است خالص است؛ بنابراین، مهم است که به تعیین خلوص نمونه و یکی از ساده‌ترین روش برای انجام این کار با تعیین نقطه ذوب جامد است.

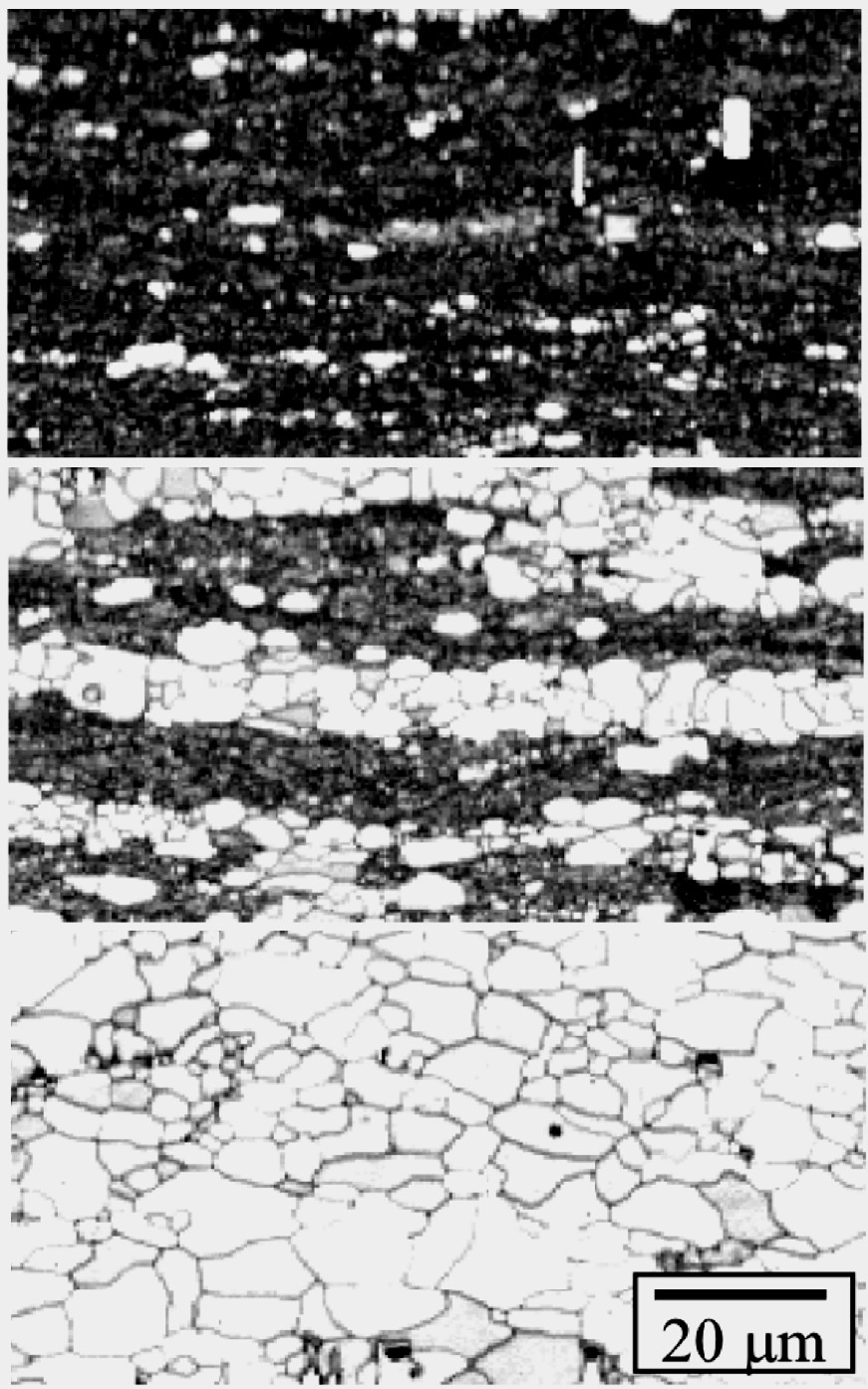
Three EBSD maps of the stored energy in an Al-Mg-Mn alloy after exposure to increasing recrystallization temperature. The volume fraction of recrystallized grains (light) increases with temperature for a given time. Luke Hagen

##### روش تبلور مجدد راه حل شامل مراحل زیر است
1. انتخاب یک حلال مناسب
2. نحلال جامد در حلال در نزدیکی یا در نقطه جوش آن
3. بی‌رنگی با فرم فعال کربن، در صورت لزوم، برای حذف ناخالصی‌های رنگی و تصفیه از راه حل گرم کردن برای حذف ناخالصی نامحلول و تعداد کربن بی‌رنگ‌کننده
4. تشکیل جامد کریستالی از راه حل سرد کردن
5. جداسازی کامل جامد توسط فیلتراسیون
6. خشک کردن کریستال

#### نوع حلال
شاید گام مهم در روند تبلور مجدد انتخاب حلال است که حلال باید درست به شکل یک محصول با خلوص بالا و در بازیابی خوب یا عملکرد انتخاب شود. در نتیجه یک حلال باید معیارهای خاصی برای استفاده در تبلور مجدد را برآورده سازد:
ترکیب مورد نظر باید منطقی در حلال گرم محلول، در مورد ۵ گرم / ۱۰۰ میلی لیتر (۵ میلی‌گرم / ۱۰۰ میکرولیتر) رضایت بخش، و نامحلول یا نزدیک به در نامحلول بودن حلال سرد است. توجه داشته باشید که دمای مرجع برای حلالیت در حلال «سرد» است که اغلب دمای اتاق گرفته می‌شود. این ترکیب از املاح و حلال اجازه خواهد داد که انحلال در یک مقدار حلال است که بیش از اندازه زیاد نیست و همچنین بهبود محصول خالص در عملکرد بالا اجازه رخ خواهد داد. حلال برای داشتن این نوع از خواص حلالیت به عنوان تابعی از دما می‌توان گفت که ضریب دمای مطلوب برای املاح مورد نظر است.
در مقابل، ناخالصی یا باید نامحلول در حلال در تمام درجه حرارت باشد یا باید حداقل در حد متوسط محلول در حلال سرد باقی می‌ماند. به عبارت دیگر، اگر ناخالصی‌های محلول هستند، ضریب حرارتی برای آن‌ها باید نامطلوب باشد. در غیر این صورت محصول مورد نظر و ناخالصی هر دو به‌طور هم‌زمان از محلول متبلور خواهند بود.
نقطه جوش حلال باید به اندازه کافی پایین باشد به‌طوری‌که آن را به آسانی می‌توانید از کریستال حذف خواهند شد.
نقطه جوش حلال به‌طور کلی باید پایین‌تر از نقطه ذوب بودن جامد خالص باشد.
حلال باید با ماده خالص واکنش شیمیایی ندهد.

#### جوانه زنی و رشد
هنگامی که تبلور مجدد اولیه کامل می‌شود ساختار هنوز پایدار نیست و رشد جوانه‌های تبلور مجدد ممکن قطع شود. در طول آنیلینگ میکروساختار تبلور مجدد رشد کمتری داشته و جوانه‌های درشت تر و باند جوانه در سطح انرژی پایین‌تر قرار دارند و سرعت جوانه زنی و رشد کمتر از تبلور مجدد اولیه است و در جوانه زنی و رشد با توجه به وجود نیروی محرک و باند رشد جوانه زنی در اثر دما و اندازه دانه می‌باشد.